# Lingua lusitana
Il lusitano è la lingua scarsamente attestata degli antichi Lusitani, che in età antica abitavano la Lusitania, corrispondente all'attuale Portogallo centro-meridionale (a sud del fiume Douro) e a una parte dell'altopiano dell'odierna Estremadura (Spagna).
Le conoscenze del lusitano sono molto limitate, e si riducono ad alcune parole note dalle fonti classiche; è tuttavia certo che si trattasse di una lingua indoeuropea, anche se il problema della sua classificazione, e in particolare dei suoi rapporti con il celtiberico, resta aperto.
Il suo rapporto con le lingue italiche o con le lingue celtiche della penisola iberica, sia come cugino (in un ramo chiamato "paraceltico") sia come ramo diverso dell'indoeuropeo, è stato dibattuto, ma oggi è considerato dalla maggior parte degli specialisti una lingua indoeuropea distinta dalle lingue celtiche. Era parlata nell'area abitata dalla tribù dei Lusitani, dal Douro al Tago, una regione che oggi comprende soprattutto il Portogallo centrale e una piccola frangia occidentale dell'attuale Spagna.
Vi sono tratti che sembrano negare la condizione celtica della lingua dei Lusitani, mentre altri che sono stati utilizzati a favore della celticità si potrebbero spiegare come frutto del contatto tra lingue indoeuropee che hanno convissuto per secoli sul territorio peninsulare.
Tra i maggiori studiosi che si sono occupati dell'argomento vi sono stati Henri d'Arbois de Jubainville e Philippe Jullian, che ritennero il lusitano una forma di ligure; più recentemente Tovar, che inizialmente ipotizzò che si trattasse di una forma di protoindoeuropeo. Schmoll e Francisco Villar concordano che il lusitano costituisce un ramo indipendente della famiglia indoeuropea e che in termini generali si tratta di una lingua centum.

## Possibili affiliazioni
La lingua lusitana era una lingua paleoispanica che appartiene chiaramente alla famiglia indoeuropea. La precisa appartenenza della lingua lusitana alla famiglia indoeuropea è tuttora dibattuta: c'è chi sostiene che si tratti di una lingua para-celtica con un'evidente celticità nella maggior parte del lessico, oltre a molti antroponimi e toponimi. Una seconda teoria mette in relazione il lusitano con le lingue italiche; basandosi sui nomi delle divinità lusitane con altri elementi grammaticali dell'area.
La lingua lusitana potrebbe infatti essere stata un italoceltico basale, un ramo indipendente dal celtico e dall'italico, separatosi precocemente dalle popolazioni proto-celtiche e proto-italiche che si diffusero dall'Europa centrale all'Europa occidentale dopo le nuove migrazioni Jamna nella valle del Danubio. In alternativa, un ramo europeo dei dialetti indoeuropei, definito "indoeuropeo nord-occidentale" e associato alla cultura del vaso camapaniforme, potrebbe essere stato ancestrale non solo al celtico e all'italico, ma anche al germanico e al balto-slavo. Si è ipotizzato inoltre che la lingua celtica del galleiciano e il lusitano fossero un'unica lingua (non lingue separate) della variante celtica "P".

## Distribuzione
Sono state trovate iscrizioni a Cabeço das Fráguas (a Guarda), a Moledo (Viseu), ad Arroyo de la Luz (a Cáceres) e più recentemente a Ribeira da Venda. Considerando i teonimi, gli antroponimi e i toponimi lusitani, la sfera lusitana comprenderebbe il Portogallo settentrionale moderno e le aree adiacenti della Galizia meridionale, con il centro nella Serra da Estrela.
Le iscrizioni più famose sono quelle di Cabeço das Fráguas e Lamas de Moledo in Portogallo e di Arroyo de la Luz in Spagna. Ribeira da Venda è la più recente scoperta (2008).
Un'iscrizione votiva bilingue lusitano-latina attesterebbe l'antico nome della città portoghese di Viseu: Vissaîegobor.

## Sistema di scrittura
Tutte le iscrizioni conosciute sono scritte in alfabeto latino, che è stato preso in prestito dai lusitani bilingui, che erano alfabetizzati in latino, per scrivere il lusitano, dal momento che il lusitano non aveva un proprio sistema di scrittura. È difficile stabilire se le lettere abbiano una pronuncia diversa rispetto ai valori latini, ma la frequente alternanza della "c" con la "g" (porcom vs. porgom) e della "t" con la "d" (ifadem vs. ifate), e la frequente perdita della g tra le vocali, fa pensare a una pronuncia lenis rispetto al latino.